# Auguste Wambst
Auguste René Wambst (* 19. Dezember 1908 in Lunéville; † 11. März 1987 in Nizza) war ein französischer Radrennfahrer und nationaler Meister im Radsport.

## Sportliche Laufbahn
Wambst war im Bahnradsport und im Straßenradsport aktiv. Er begann mit dem Radsport auf einem Rennrad, das sein Bruder Georges als Preis gewonnen hatte und bestritt zunächst Straßenrennen.
Von 1935 bis 1938 war er Unabhängiger. 1928 gewann er sein erstes Steherrennen, 1930 dann die französische Wintermeisterschaft. 1935 siegte er in der nationalen Meisterschaft im Steherrennen vor Charles Lacquehay und startete bei den Bahnradsport-Weltmeisterschaften.
Wambst gewann eine Vielzahl an Steherrennen. Dabei waren der Grand Prix de Bordeaux 1932 und 1934, der Grand Prix de Buffalo 1934, der Grand Prix de Pâques 1935, der Grand Prix du Conseil Municipal de Paris 1936 und 1938 und andere Rennen einige seiner Erfolge. Dritter wurde er auf der Straße 1922 im Rennen Polymultipliée. 
Während des Zweiten Weltkrieges nahm er aktiv am französischen Widerstand teil. In den 1950er Jahren trainierte er Nachwuchsfahrer wie Guy Bethery, Louis Chaillot und Roger Queugnet für Steherrennen.
Wambst wurde mit der Médaille de la jeunesse, des sports et de l’engagement associatif geehrt.

## Familiäres
Seine Brüder Georges Wambst und Fernand Wambst waren ebenfalls Radrennfahrer.